# 台北市市区公車
台北市市区公車（たいほくししくこうしゃ）は台北市聯営公車管理中心によって路線番号を管理され、大台北地区において運行される台湾台北市と新北市のバス路線。主に台北市政府公共運輸処によって管轄される通称聯営路線バス路線の集合体で、主に新北市政府交通局によって管理される通称新北市区公車のバス路線の一部を含む。

## 概要

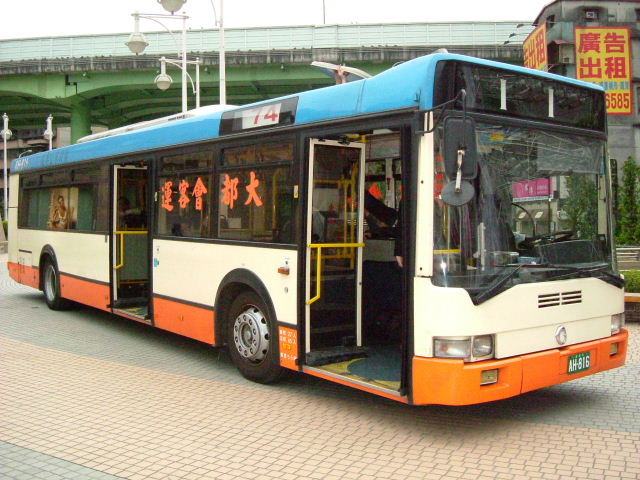
大都会客運Irisbus製ノンステップバス

現在聯営バスは総計15社の業者によって構成され（各路線はその大部分が単一業者による運営であるが、複数業者による共同運行路線もある）、その他に脱退した業者が一社存在する：
現在の参画業者
- 大都会客運（台北市営の「台北市公共汽車管理処」が民営化されたため新たに設立された業者）
- 欣欣客運（中国語版）
- 大有巴士（中国語版）
- 大南汽車（中国語版）
- 光華巴士（中国語版）
- 中興巴士（中国語版）
- 指南客運（中国語版）
- 台北客運（中国語版）
- 三重客運（中国語版）
- 首都客運（中国語版）
- 新店客運（中国語版）
- 新北客運（中国語版）
- 淡水客運（中国語版）
- 東南客運（中国語版）
- 基隆客運（中国語版）

脱退業者
- 福和客運（中国語版）

各バス業者は契約方式をもって聯営バスに参画し、「台北市聯営バス管理委員会」（略称「聯管会」）を共同組成して運営方針決定機関とし、管理委員会の下に設置された「台北市聯営バス管理センター」（略称「聯管センター」）を業務執行機関とする。運営上は統一された停留所や待合室を設置・各業者で共用し、チケットや運賃収受方式を共通化する以外各業者の会社組織、資産（営業用車両を含む）および法律上の権利義務関係部分は大部分において独立を保持している。財務上営業収入は統合・分配後各業者自身の必要に応じて支出する方式を採る。
この他、台北市交通局は毎年聯営バス業者（福和客運、欣和客運、淡水客運など路線が比較的少ない業者は除外）に対して二度のサービス品質評価を行い、結果を公共交通補助金の交付、新路線申請…等の参考としている（但し関連する賞罰規定の執行効果は往々にして限度があり、確実に執行されない場合もある）。新北市交通局は県轄市区バス業者に対して毎年一年評価を実施するほか、県轄市区バス全ての路線に対しても別途評価を行う。

## 歴史

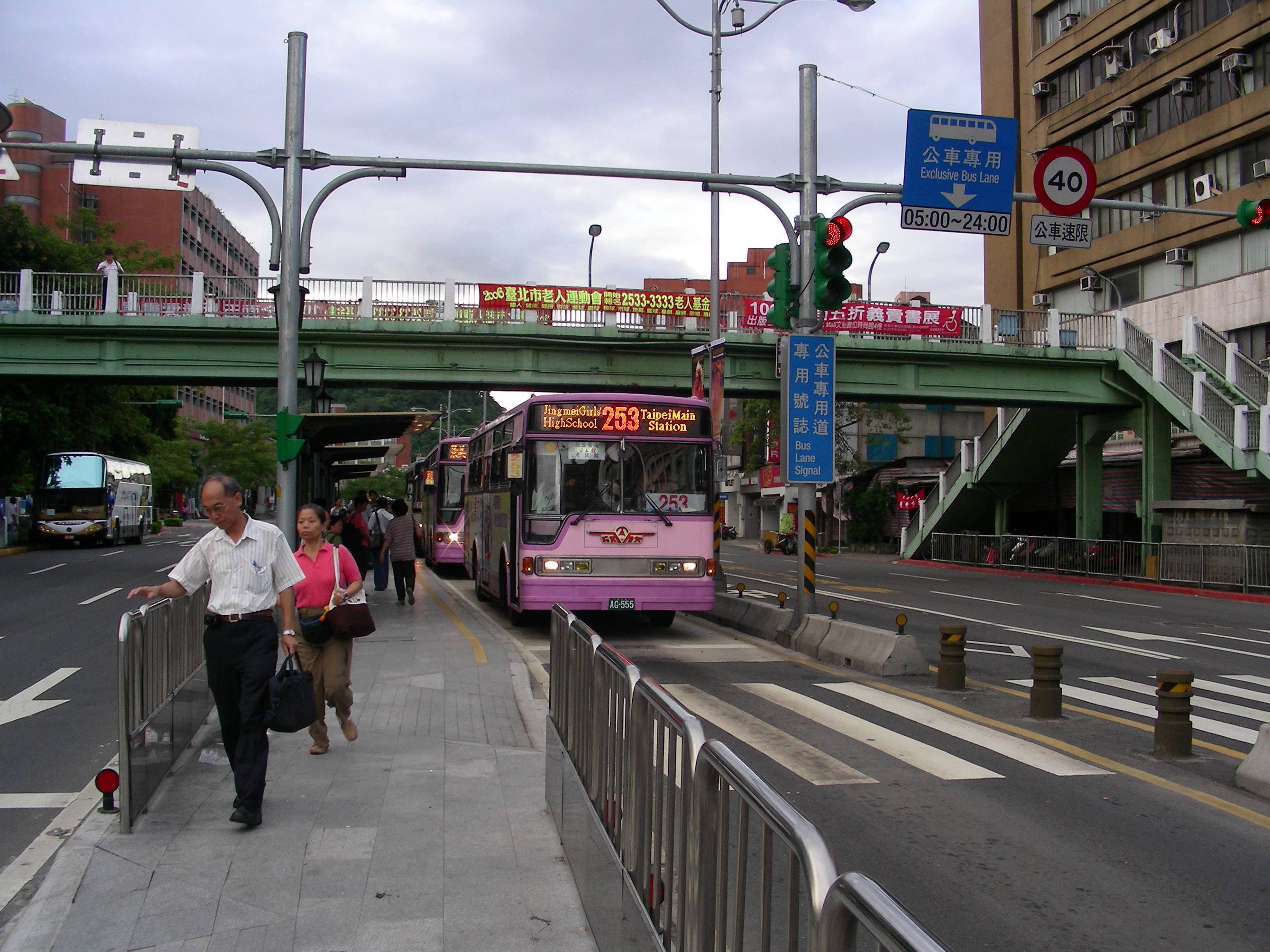
羅斯福路公車専用道において運行される欣欣客運253系統バス

1976年以前、台北市市区バス業者は公営の台北市交通局（現在の大都会客運）および1969年の民営開放後に加わった、台北市交通局によって管理される4社の民営業者（欣欣客運、大有巴士、大南汽車、光華巴士）によって構成されていた。各業者は独自の乗車券を発売し、その仕組みは複雑で相互利用は不可（当時すべての路線で紙製乗車券を採用しており、異なる業者の路線への乗り換えで不便な状況が発生していた）、それぞれの片道運賃もまちまちであった。この他各業者の路線計画が不十分であったため、多くの路線重複や不足が発生していた。

### 聯営体系の形成
運営効率を高めるため、「台北市公民営バス聯営準備委員会」が1976年に成立。バス路線および路線番号乗車券および運賃の整合に向けた作業を進め、聯営事務を行う統一組織を設置することを決定。1977年4月30日，第一段階の聯営バス路線が運行を開始、その総数は33路線であった。その後同年内に三段階に分け、それぞれ50路線・31路線・16路線が聯営体系の元に組み込まれた。当時運営に参画していた業者は従来から運行していた市交通局バス管理課および前述の民営4社以外に5社の民営業者—中興巴士、指南客運、台北客運、三重客運、三重市バス（現在の首都客運）が含まれていた。
1980年代後期から1990年代にかけ、元々台湾省公路局（現在の交通部公路総局）によって管轄されていた多くの地方路線バスが路線番号の再付番及び運賃収受方式を聯営バス同様の区・段に改めた上で聯営体系に組み込まれ関係する業者が聯営に参画するようになり、聯営バス路線は台北県内エリアにおいても次第に拡大していった。しかし過去において聯営バスはすべて台北市交通局によって管轄されていたため、台北県エリアにおける交通需要や運行経路、停留所についての詳細な調査や変更計画に支障をきたしていた。このため台北県交通局成立後、県内エリアにおける運行距離が長い路線が新設されるとその管轄となった「新北市轄市区バス」路線）。

### 停留所標識
- 手書きタイプ

初期の形状は円形および角形に分けられ、聯営後円形に統一し背景色は桃色とされた。すべての情報は上から下へ向かって記述される：路線番号(赤字、左右それぞれに黒色で「聯」「営」の二字を記載)、停留所名(赤色)、経由停留所名一覧および始発・終バス時刻、発車間隔等。
- 印刷済みシールタイプ

停留所名を透明あるいは非透明のシールに印刷し、アクリル板もしくはプラスチック板上に粘着させたものである。時期によっていくつかのタイプに分けられる：
1. 第一期：ポール上にアクリル製褐色長方形の台座を取り付け、白色文字で停留所名を貼り付けたもの。長方形のアクリル板4枚が取り付けられており、うち3枚に路線情報（路線番号、経由停留所名一覧）のシールが貼り付けられ、残り1枚に広告が設置されている。1980年代前半より使用開始された。
2. 第二期：
3. 第三期：

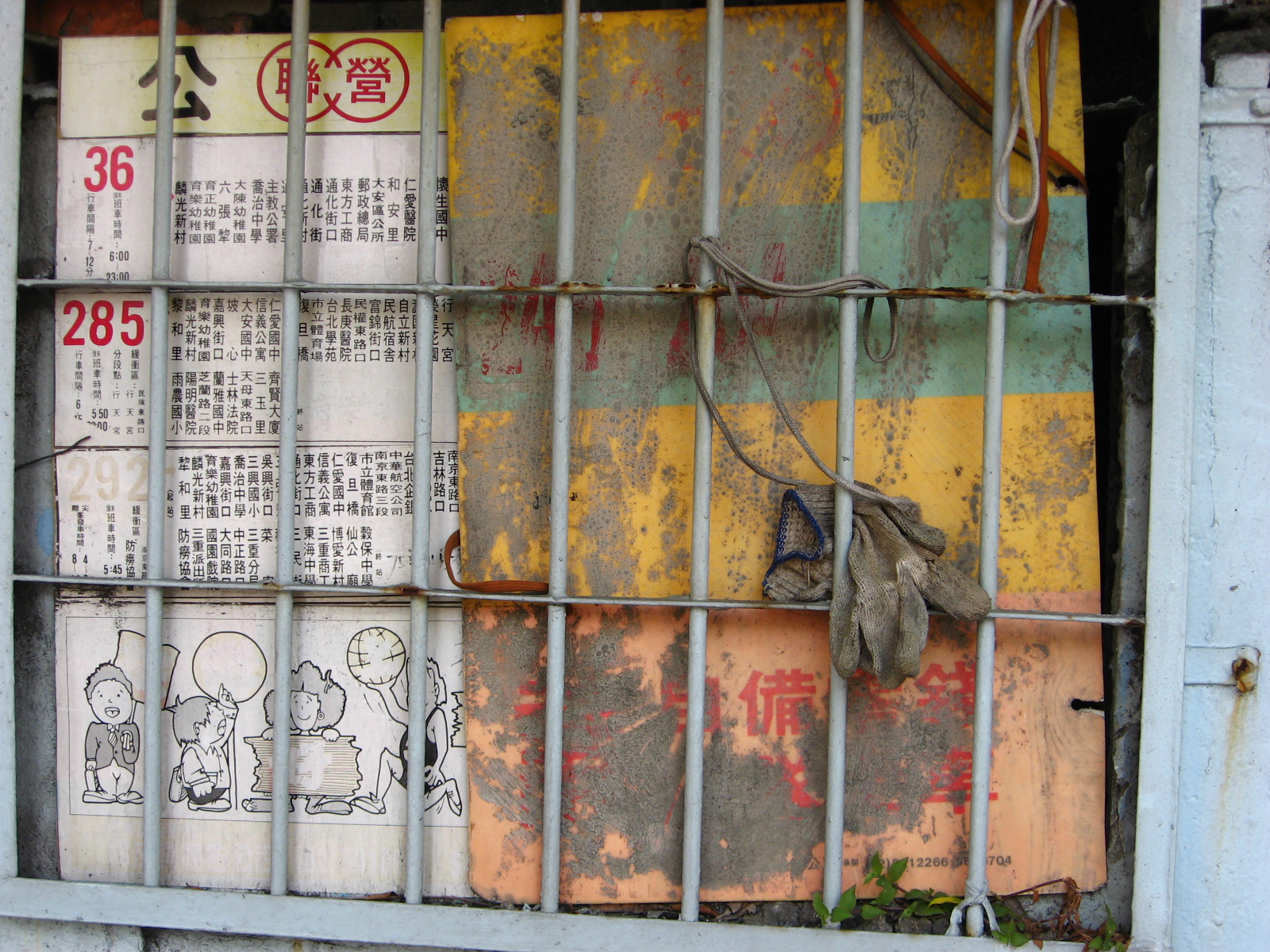
初期の聯営バス停留所標識
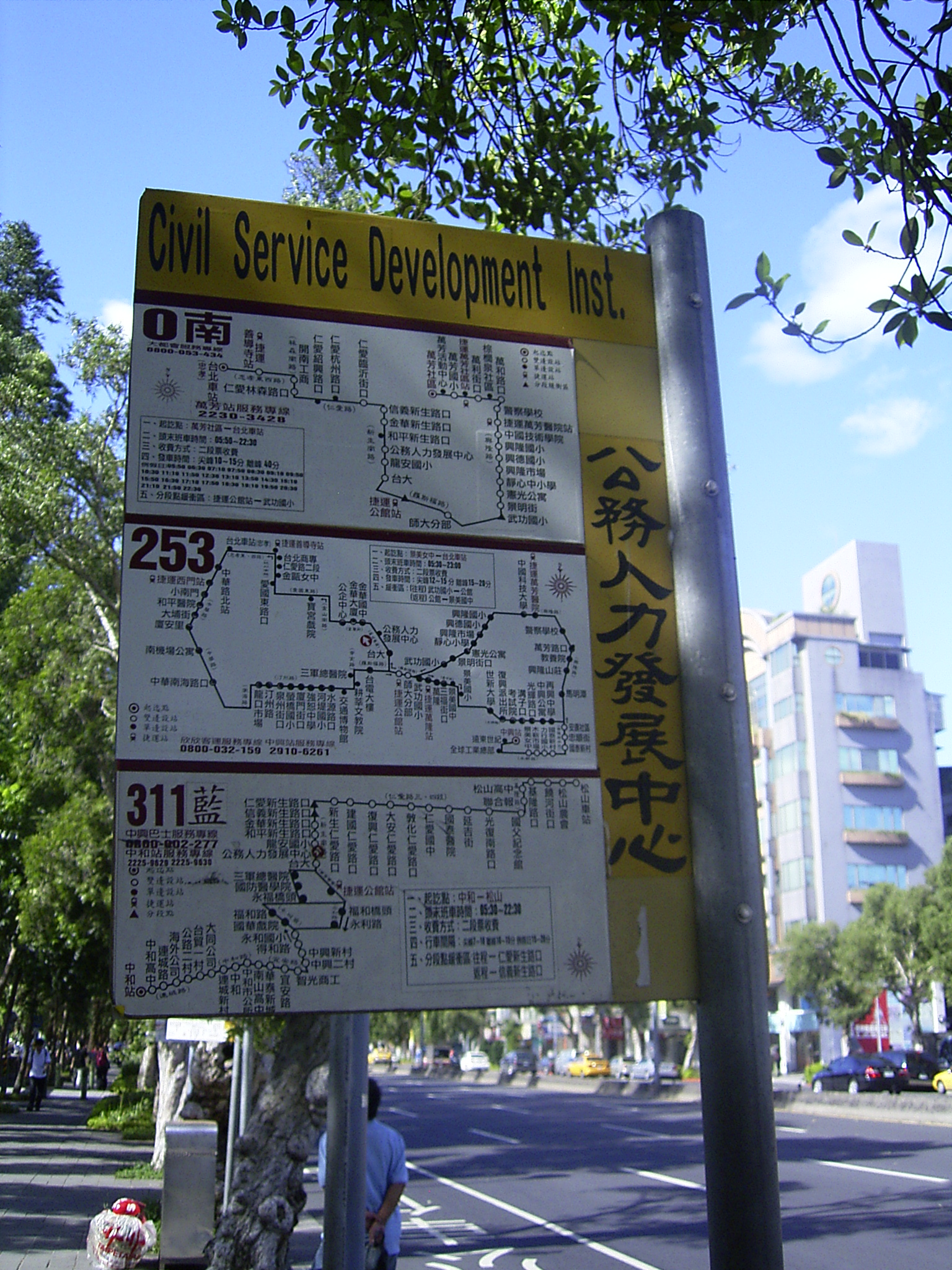
台北聯営バス停留所標識
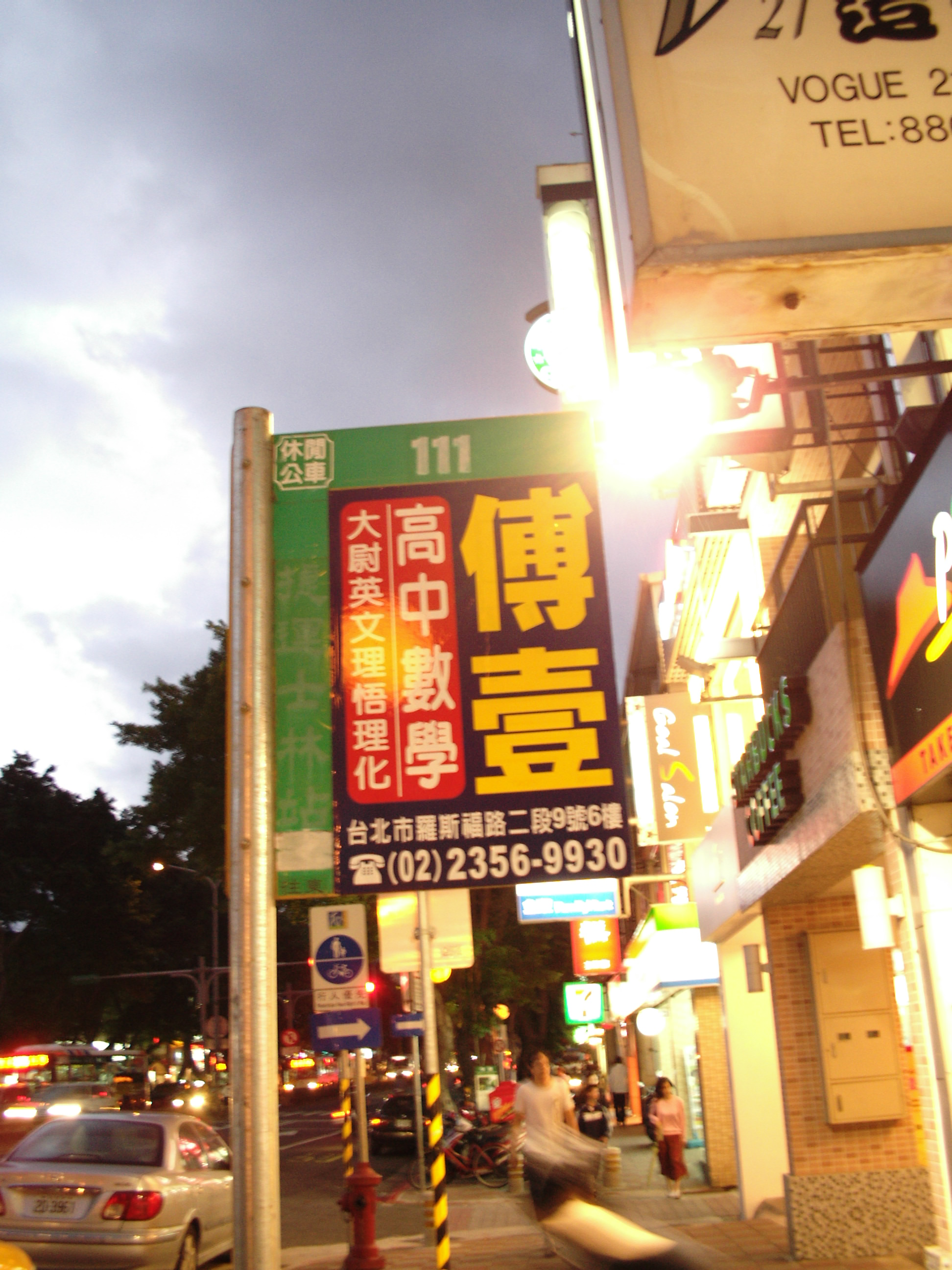
レジャーバス停留所標識

### 乗車券の変遷
元々各バス業者はそれぞれ異なった乗車券を発売しており、自社路線のみ使用可能であった。聯営制度実施後、「一票通用」（1枚の切符でどこでも通用する）の求めにより、聯営管理センターから統一された紙製乗車券が発行されるようになり、種類は普通乗車券・優待乗車券・学生乗車券（学校へ登録し、代理購入してもらうことが必要）に分かれていた。冷房車が営業運転に投入されると専用の料金券が発行された（過去において冷房車の運賃は非冷房車に比べ高額であった）。改札を専門に行う車掌は合理化要求の元徐々に廃止され、運転手が運転および改札を兼務するようになったが（いわゆるワンマンカー）、運営効率の低下を招いたため改札制度は1994年初めに廃止され、乗降車時に現金を投入する方式が全面的に採用された。
その後一部の民営業者および担当役所それぞれが磁気式プリペイドカード払いの関連規則を制定し、民営業者が先行して試行した。1996年9月1日、バスプリペイドカードが正式に採用され（かつて現金払いの廃止が検討されたことがあったが、その後プリペイドカードおよび現金払いを並行することが決定された）、ニュー台湾ドル300元および500元2種類の額面が存在した。バスプリペイドカードは台北捷運の磁気式プリペイドカードと互換性がないうえ、磁気式カードの処理効率が良くないため読み取りに失敗するケースが多く、RFID技術の進歩に伴ってバス・捷運で共通利用可能なICスマートカード「悠遊カード」が2002年に登場するとバスプリペイドカードは徐々に置き換えられ、最終的に2003年10月8日全面使用停止となった。
2013年からは一卡通(iPASS)、2016年12月には有銭卡(HappyCash 2.0)、2017年には愛金卡(icash 2.0)でも利用可能になった。

## 現行運賃制度

### 収受方式
目下聯営バスの收費方式はICカード払いと現金払いが並行して採用されている。うち現金払いについては釣り銭が出ず、このため乗車前に小銭を準備しておくことが必要である。運賃は区間制により計算され、すべての路線は一段票（1区間）、両段票（2区間）或いは三段票（3区間）路線のいずれかに分けられる。現金は乗車時、または下車時に支払い（出入口に表示がされている）、ICカードは乗車時、降車時、2度端末にタッチする。

#### 分段收費
- 一段票路線：路線上のどの停留所から乗車あるいは下車しても運賃は一段票（1区間運賃）で計算。
- 両段票、三段票路線：路線上1か所あるいは2か所の停留所を分段点（運賃境界）、またはある停留所から別の停留所までの間の区間を分段緩衝区（バッファゾーン）として定める。以下は運賃収受規則の簡単な例である：
  - A - B - C - D - E（C:分段点）→AからB或いはCまで乗車した場合はすべて一段票；AからD或いはEまで乗車した場合は両段票（2区間運賃、1区間運賃×2）；Cから以降任意の停留所まで乗車した場合はすべて一段票。
  - A - B - C - D - E（B～D:緩衝区）→AからB～Dまで乗車した場合はすべて一段票；AからEまで乗車した場合は両段票；B～Dから以降任意の停留所まで乗車した場合はすべて一段票。
  - A - B - C - D - E - F - G（B:分段点、D～F:緩衝区）→AからBまで乗車した一段票；AからC～Fまで乗車した場合はすべて両段票；AからGまで乗車した場合は三段票（3区間運賃、1区間運賃×3）；BからC～Fまで乗車した場合はすべて両段票；BあるいはCからGまで乗車した場合は両段票。

#### 分段点・緩衝区
台北市街の発展および拡大に伴い、バス路線の範囲も台北駅を中心とする中心市街地から市郊外、台北県へと徐々に拡大していった。これにより分段点（運賃境界）を有する両段票、三段票路線が登場した。
よく見られる分段点は士林、松山、公館、永和、万華、三重或いは台北新北市境界の淡水河および新店渓橋梁付近等で、往々にして乗り換えに適した賑やかな市街地が多い。
しかし分段点を通過せずに停留所十数か所分以上乗車しても1区間料金で済む乗客がいる一方で、分段点の直線から乗車し停留所2か所分乗車しただけで2区間料金となる乗客も存在する。この仕組みでは運賃が明らかに乗車距離に比例しないため、緩衝区の考え方へと発展した。
多くの緩衝区は橋梁・トンネル前後の停留所に設定されており（例：自強トンネル）、乗り換えの利便性を高めている。捷運が段階的に開通後はその駅を緩衝区の起点とする路線が多くなり、また多数の緩衝区設定を促し、その区間は長くなっていった。

### 運賃
1区間あたりの運賃は台北市交通局により公式に計算され、調整および確認後市議会に提出され同意を得る（しかしバス業者と交通局では運賃調整の考え方に異なる点があり、争議を生むことがある）。名目上「単一票価」（均一運賃）となっているが、しかし実際は格差のある運賃規定が施行されている（優待料金と普通運賃の間の差額は政府によって補填されている）。現行1区間あたりの運賃は普通運賃15元；学生運賃12元（学生悠遊カードを使用して乗車する場合に限る。現金払いの場合は普通運賃を適用）；老人、身体障害者および児童優待運賃8元（老人悠遊カードで無料乗車点数（ポイント）がある場合は2点が差し引かれる）。

### 乗継割引
この他ICカード使用の乗客はバス・捷運双方向の乗り換えにおいて（目下1時間以内）乗継割引を受けられ、この際適用される割引運賃は普通運賃8元；学生運賃6元；老人、身心障害者および児童優待運賃4元（老人悠遊カードで無料乗車点数(ポイント)がある場合は1点が差し引かれる）。ただし、乗り継ぎ先のバスが2区間運賃または3区間運賃の場合はそのうち1区間のみ割引運賃で計算される。2020年2月より、乗車時、下車時正しく端末にタッチしていない場合、乗継割引が受けられなくなる（2度タッチの義務化は2019年7月より施行）。

## 路線

### 路線番号規則

#### 路線番号が1桁または2桁の路線
- 0番台：0、0東、0南、0西、0北の各系統はすべて過去に台北駅を経由して循環していた路線であり、進行方向の違いによって左線および右線に分けられていた。現在は既に循環型路線ではなくなった0東および0南系統のみが残る；路線の区別を容易にするため全て左・右線の区分は廃止されている。例：652系統に改番された0東右系統；かつて653系統に改番され、最終的に廃止された0南左系統。。
- その他1桁または2桁の路線：初期に1区間運賃であった路線を主とする。これらの系統番号のうちいくつかは聯営制度実施前のものが継続使用されている。例：12系統。

#### 路線番号が3桁の路線

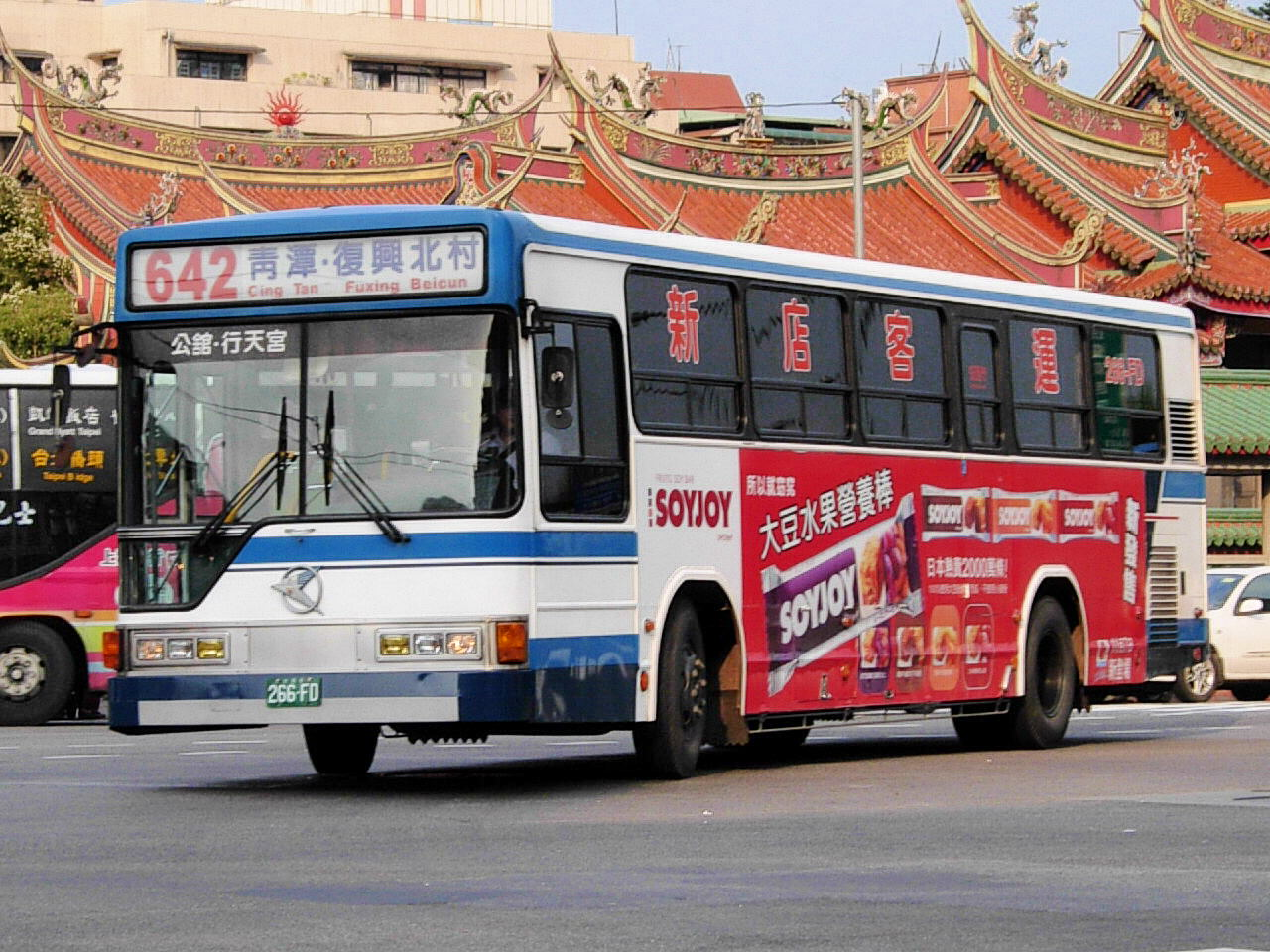
民権東路を松江路方向に左折する新店客運642系統バス

- 100番台：レジャーバス路線(主に土休日のみ運行)。
- 200番台：初期に2区間運賃を実施した路線を主とする。例：299系統（輔大—永春高中，分段点は台北駅）。
- 300番台：初期に3区間運賃を実施した路線を主とする。例：306系統：初期において饒河街、台北橋2か所の分段点が存在した。目下304（承德）系統び304（重慶）系統を除いた全ての路線は2区間運賃に変更されている。

その他、現在のバスは全て冷房車で運行されており、後に設定された3区間運賃路線には700番台が割り当てられるようになり、300番台は使用されなくなった。
- 500番台：当初から全て冷房車で運行されていた1区間運賃路線。全ての路線が冷房化された後はこの区別をするメリットはなくなった。
- 600番台：当初から全て冷房車で運行されていた2区間運賃路線。500番台と同様この区別をするメリットはなくなった。
- 700番台：元々地方路線バスであった路線で、1997年以降聯営体系の3区間運賃路線に組み込まれたもの（1区間運賃、2区間運賃路線はそれぞれ500番台及び600番台に編入された）。現在の定義は冷房車によって運行される3区間運賃路線である。一部の路線は後に2区間運賃に変更された。
- 800番台：すべて新北市交通局管轄の「新北市轄バス」路線である。例：801系統（五股—松山空港）
- 900番台：快速バス（903系統は初期においてわずかに通勤時間帯のみ運行されていた）。その多くは高速道路或いはバイパス道路を経由する路線である。例：908系統（捷運景安駅—三峡；三号高速道路経由（フォルモサ高速道路）。

#### 数字以外で始まる路線
- 色始まり：捷運連絡バス
- 道路名始まり：幹線バス、新幹線バス
- 「小」始まり：山岳小型バス路線
- 市民小巴始まり：市民小型バス路線

### 幹線バス路線

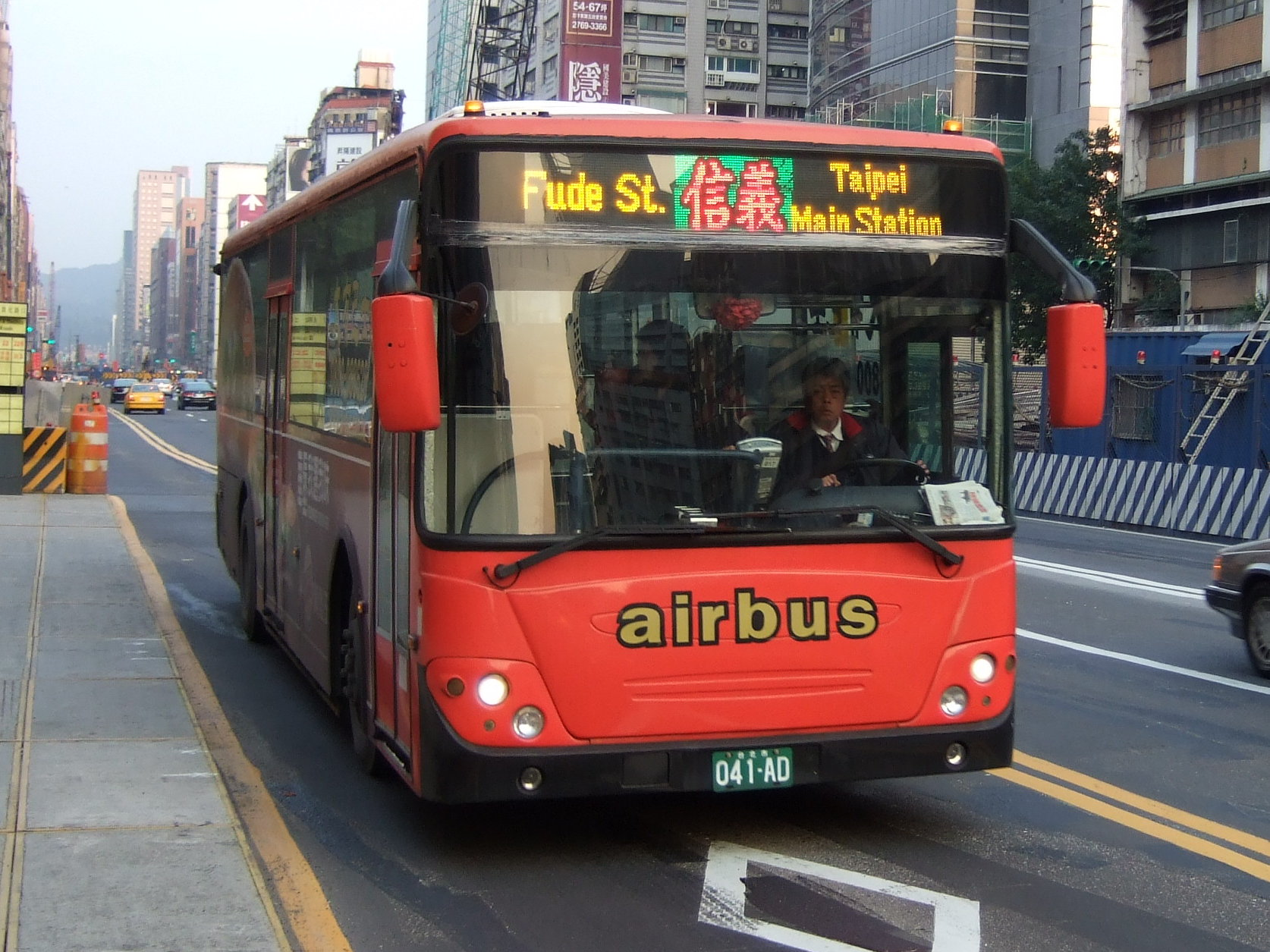
幹線バス「信義幹線（現88号線）」（大有巴士）
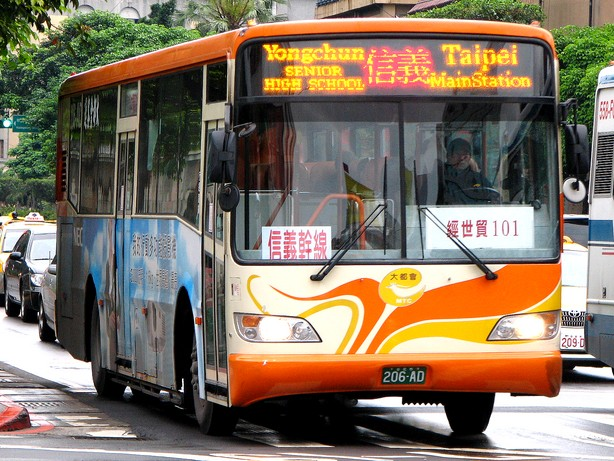
幹線バス「信義幹線（現88号線）」（大都会客運）
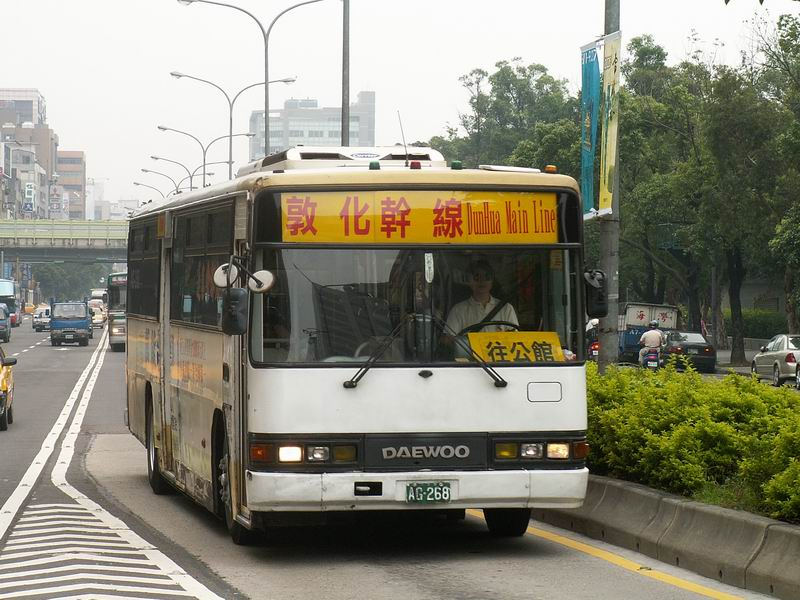
幹線バス「敦化幹線（現688号線）」（市交通局）

台北市街の主要幹線道路を直行する路線であり、「○○幹線」の規則により命名される。例：信義幹線（信義路）、敦化幹線（敦化南北路）…等。この種の路線は運輸政策の要求により他種の路線に改名されることがある。例：紅25系統に改名された南京幹線（南京東西路を運行、かつて「麦帥新城連絡バス」に改名され2007年1月再度改名された）；過去において新たに開通した捷運と重複することから廃止された路線も存在する。例：忠孝幹線（忠孝東西路を運行、捷運藍線（南港線）と重複、さらにその役割は212直行車「212直行忠孝東路系統」によって代替；さらにノンステップバス政策および南港展覧館開放に合わせて新たに設定された「忠孝新幹線（現・600号線）」）。
2017年7月5日には、幹線バス路線の全面刷新が行われた。

#### 2017年7月5日以降の幹線バス路線
- 敦化幹線（旧285号線）
- 民生幹線（旧518号線）
- 仁愛幹線（旧263号線）
- 内湖幹線（旧287号線）
- 松江新生幹線（旧642号線）

#### 2017年7月5日以前の幹線バス路線
- 敦化幹線（→688号線）
- 信義幹線（→88号線）
- 信義新幹線（→588号線）
- 和平幹線（→568号線）
- 重慶幹線（→300号線）
- 中山幹線（→200号線）
- 忠孝新幹線（→600号線）

### レジャーバス路線

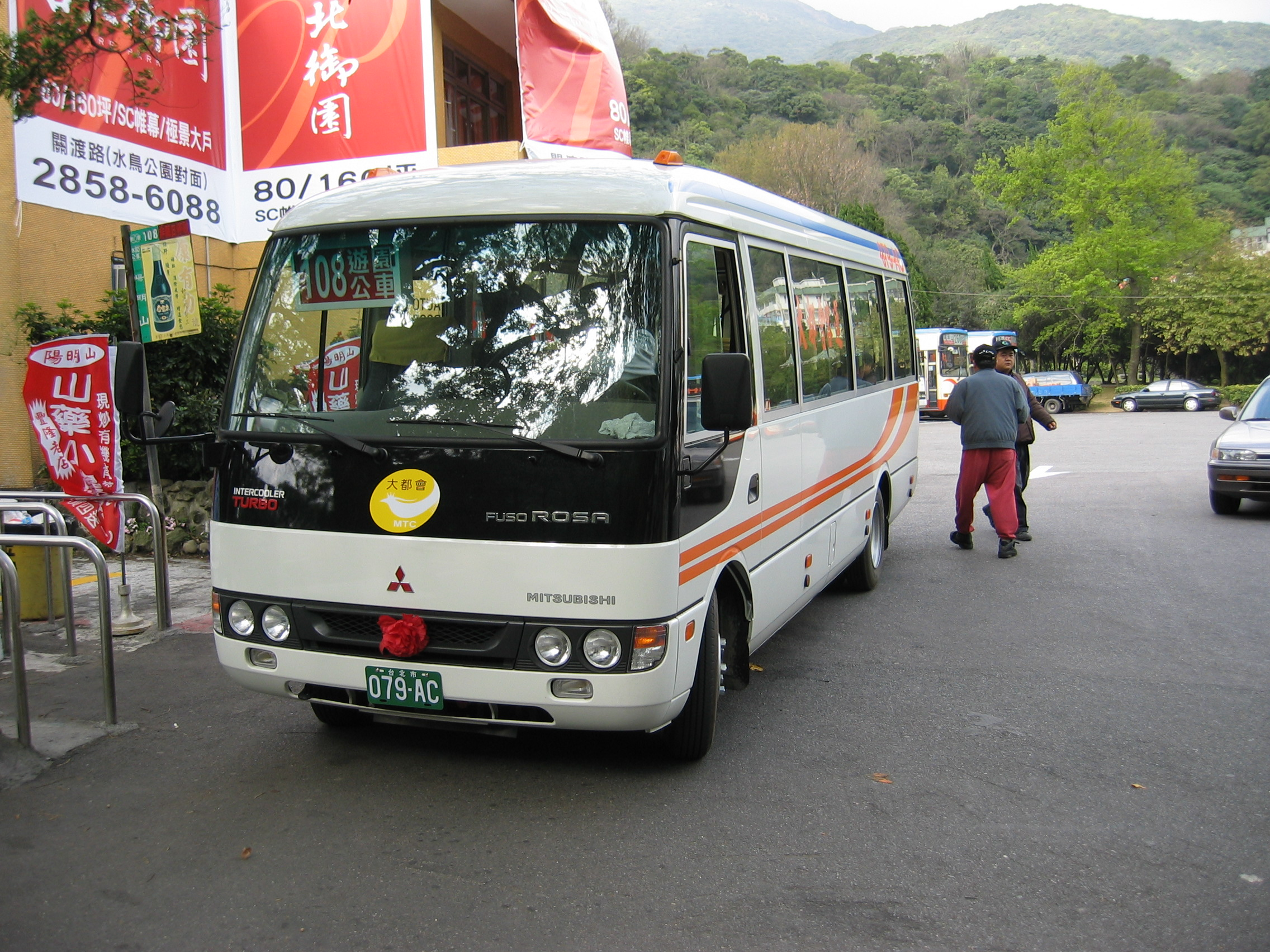
遊園バス「108」

週休二日制実施後、市民のレジャースポット訪問の利便性を高めるためレジャーバスのサービスが開始された。しかし営業成績は振るわず陽明山国家公園を発着点とする4路線のみ引き続き運行され、その後特定期間のみ運行される路線が追加された。現在レジャーバスは二種類に分類され、うち一種は土休日に固定して運行されるもの（例：108系統→陽明山遊園バス；109・110・111系統→いずれも陽明山および台北市街を結ぶ路線（うち111系統は新北市新荘まで営業路線が達している））、もう一種は陽明山フラワーフェスティバル期間（毎年3月～4月頃、同時期に交通規制が実施される）或いは特定の祭日に運行されるもの（例：陽明山フラワーフェスティバル期間、海芋フェスティバル期間運行の126～131系統、及び端午節、中秋節運行の132系統）である。レジャーバス路線の系統番号は停留所標識に緑地に白字で表記され、「聯営バス」マークに台北市章が欠けておりその他一般路線の標識とは異なる。台北市立動物園は元々それを発着点とする3路線（106、107及び115系統）を有していたが、1999年から2000年にかけて廃止された。2009年1月26日、パンダ展示に合わせて再度120～122系統3路線が台北市立動物園を発着点とし、土休日に固定運行されるレジャーバス路線として設定された（該当3路線は2009年3月に廃止されている）。

### 小型バス路線
近郊山岳地域の住民が市街地へ外出する際の利便性向上のため、1979年より山岳小型バスの運行が開始された。路線の多くは山道および僻地の狭路区間を運行し、山岳区間および僻地区間ではフリーストップ、市街地区間では固定停留所のみ停車としている。この種の路線は系統番号が全て「小」（英文表記の場合は「S」）より始まる（例：小1系統、小15系統…等）。初期において小型バス路線は大半が20人乗り小型バスによって運行され、台北市交通局路線バス課に委託経営されていた。交通局路線バス課が民営・法人化された際小型バス路線は全て譲渡され（一部の路線は路線と車両が同時に譲渡された）、大南汽車、首都客運及び東南客運によって引き継がれた。引き継ぎ業者の小型バス路線運用意欲を高めるため、多くの路線において引き継ぎ後運行区間を調整することを承認し、山岳地域住民へのサービスと運行業者の利益を考慮することになった。一部の路線は調整後山岳地区及び捷運駅間を運行するようになり、捷運連絡バスの性格を兼備し必ずしも小型バスで運行されなくなった路線もある（例：小1系統区間車（内溝—捷運昆陽駅：旧来は興南宮、南港農協一帯までの運行であったが、東南客運に引き継がれた後昆陽駅まで延伸した）。

### バリアフリー路線
博愛バス
移動困難者、特に車椅子を使用して移動する障害者のため、台北市役所は台北市交通局路線バス課（今日の大都会客運）を通じて特別に「博愛バス」を設定し、営業車両はアメリカインターナショナル自動車製を採用、車椅子を積載可能なリフトを装備している。目下2台のリハビリバスのみ存在し、その路線は277系統（松徳営業所—栄総）と同一であり、車椅子を使用する必要がある者は予めリハビリバスの運行時間を確認する必要がある。市役所は移動困難者へより多くのサービスを提供するため、証明があり5名以上の利用であればリハビリバスのレンタルをしている。
ノンステップバス導入
台北市交通局路線バス課（今日の大都会客運）は2001年、ハンガリーイカルス車両工場より車体ごと30台のノンステップバスを輸入し、病院を経由する路線において車椅子利用客の送迎用として投入した。ノンステップバスが配置されている路線には22、41、49、63、74、222、270、277、285、287、601、606、630系統等があり、固定時刻のみ運行されているため、車椅子の利用がある場合は事前に発車時刻を問い合わせる必要がある。
欣欣客運は2003年に2台の車体傾斜装置付きノンステップバスを製造（一般のノンステップバスとは設計が異なる）、車椅子の上げ下ろしが可能であり目下254系統及び672系統に配置されているが、時刻表がないため狙って利用することができない。
新幹線路線
障害者の数が元々少なかったため、リハビリバス（専ら障害者利用のために提供される）の予約手配及び「自宅送迎」が徐々に普遍化し、固定時刻運行の効果が相対的に低下することになったため、2008年より台北市交通局がノンステップバス使用の新路線設定に対し補助を開始したのに伴い、各業者は再度ノンステップバスの導入および新幹線路線の運行を開始した。
- 2008年3月、中興巴士グループの中興バス及び光華巴士が初めて台湾三陽工業が中国金竜自動車の技術を導入して製造した新型ノンステップバスを導入、忠孝新幹線の共同運行を開始。
- 2008年6月、首都客運が初めて大宇自動車製の新型ノンステップバスを購入、信義新幹線の運行を開始。同時に旧棕9（BR9）系統の車両を全車置き換え南京新幹線と称する。
- 2008年12月、首都客運が再度大宇自動車新型ノンステップバスを購入、旧518系統の車両を全車置き換え民生新幹線と称する。
- 2009年4月14日、中興巴士グループの指南客運、902系統の車両を全面的に新型ノンステップバスに置き換え敦化新幹線と称する。
- 2009年4月、中興巴士グループの光華巴士、220、72系統の車両を全面的に新型ノンステップバスに置き換えそれぞれ中山新幹線、松江新幹線と称する。

### 市民ミニバス路線

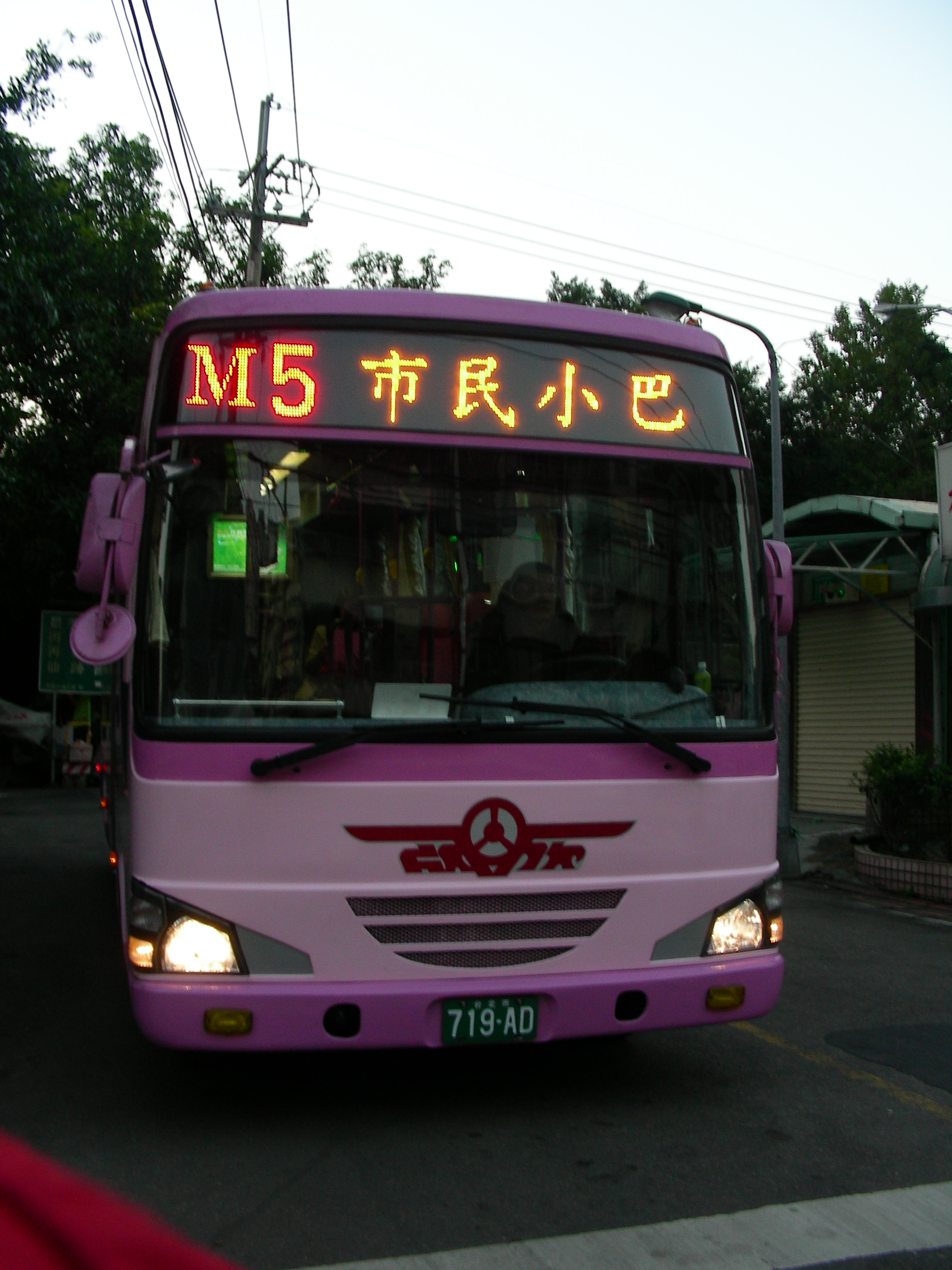
市民ミニバスM5系統

2007年より地域と捷運駅間の「ラスト1マイル」送達サービスを提供するため、台北市交通局は「市民ミニバス」路線計画を打ち出した。路線の多くは他地区に跨らず、捷運駅またはバスターミナルを経由し地域住民の通勤の便を図っている。各路線番号は皆「市民小巴」の四文字（英文表記では「M」）から始まる。台北市交通局は元々11本の市民ミニバス路線を計画していたが、うち大同区および万華区の計4路線が西区風華再現政策に合わせ別途「テーマバス」として計画された他、残りのうち6路線が2007年末までに順次運行を開始した。

### 特定テーマ路線
2008年より運行を開始した特定テーマ路線は観光利用を主とすることを強調したバス路線であり、その性格は市民ミニバスとレジャーバスの中間に位置する。目下この性格を持った路線は多くが万華区・大同区等比較的早期から発展した台北市西部で運行されているが、これは台北市交通局が本来大同区および万華区における4本の市民ミニバス路線として計画され、その後評価を経た結果路線の性格が通勤目的の市民ミニバスとは明らかに異なることから西区風華再現政策に合わせ、別途「特定テーマ路線」として計画されたことに起因する。目下2路線が2008年初めに運行開始し、初期段階において運賃無料で市民に提供されている。

### 捷運連絡バス路線
| 路線 | 路線 | 英文短縮名 |
| ---- | ---- | ---------- |
|      | 棕   | BR         |
|      | 紅   | R          |
|      | 橘   | O          |
|      | 緑   | G          |
|      | 藍   | BL         |

1999年より運行開始された捷運連絡バスであり、主に捷運駅と捷運が運行されていない地域を往来する乗客にサービスを提供することを主な目的とする。路線は必然的に捷運駅若しくはその周囲を経由することになり、またその多くは駅を路線の終端とする。路線番号の前に台北捷運路線の中文および英文色名を冠し識別する。
- 例
  - 藍7（BL7；捷運藍線（南港線）市政府駅 - 大直駅）、棕10（BR10；東湖 - 捷運棕線（文湖線）南京復興駅）。

捷運黄線（環状線）、桃園機場捷運は未開通であるため、捷運連絡路線は計画されていない。

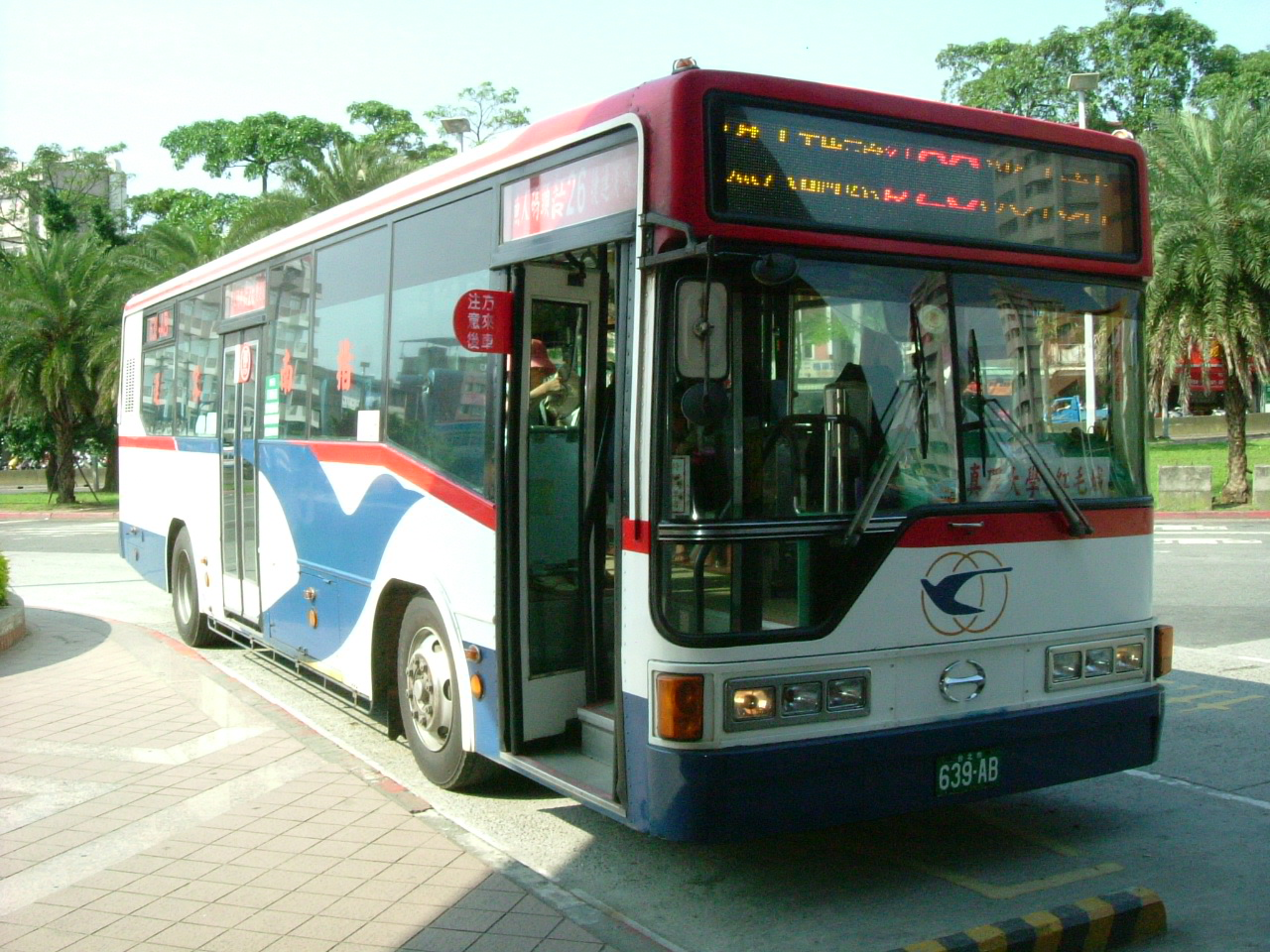
捷運連絡バス「紅26」
（捷運淡水駅—漁人埠頭）

この種の連絡路線は大部分が1区間運賃であり、多くの路線で営業距離はそれほど長くはない。しかしながら一部の連絡路線は比較的長距離で運行され、異なる捷運路線に属する2つもしくはそれ以上の捷運駅を経由するが、旧来通り1区間運賃のみ徴収している。
- 例
  - 紅32（R32；南港 - 台北橋、棕線（文湖線）中山国中駅及び紅線（淡水線）民権西路駅）を経由
  - 緑2（G2；景美女中 - 中和、永和、棕線（文湖線）萬芳医院駅、緑線（新店線）七張駅及び橘線（中和線）景安駅及び永安市場駅）を経由。

その他2区間運賃を徴収する連絡路線があるが、大部分は路線延長により1区間運賃では不適当になったもの、或いは他の2区間運賃路線と重複することによるものである。
捷運連絡バスが運行開始した当初は所属車両のバンパーを経由する各捷運路線の色に塗装することが必須であったが、後に路線番号前の色に塗装するよう改められた。現在一律にこれを強制する規定はなく、一部の路線ではすでにバンパーが所属業者の標準塗装に改められている。例：欣欣客運緑2は捷運棕線（文湖線）、緑線（新店線）及び橘線（中和線）の駅を経由するため、初期において所属車両のバンパーは茶色、緑色および橙色に塗らなければならなかったが、後に緑一色に統一され、現在大部分の車両はバンパーがピンク色に改められている（欣欣客運標準塗装）。

### 科技園区通勤バス路線
近年来メーカーが次々と内湖科技園区及び南港軟体園区に進出し、各園区の関連道路の大幅な交通量増を招き重大な交通上のボトルネックとなっていた。このため台北市交通局は2006年に通勤時間帯における園区と主要捷運駅及び新北市の一部地区を結ぶ発車時刻固定の路線を計画し、状況の改善を求めた。この種の路線の多くはバイパス道路やバス専用道を経由し、直接目的地に到達する。

### 特殊な路線型態区分

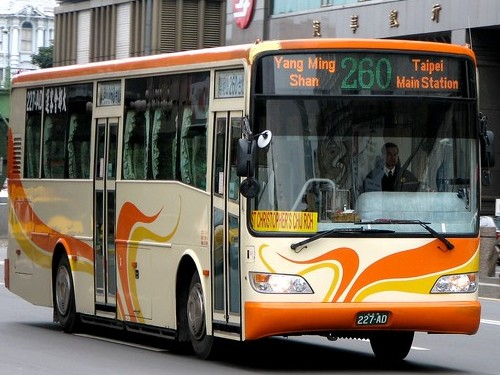
260区間車（路線番号を緑色表示）

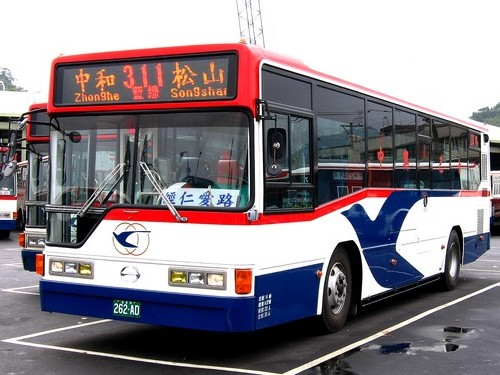
路線番号色の特例—311青線

聯営バス路線において同一路線番号を使用しているにもかかわらず、運行区間が異なる路線が数多く存在する。通常うち1路線を正線として選定し、番号を赤色文字で表示する（このため「赤線」と呼称されることがある）。その他路線番号が同一で運行区間が異なる路線はその特性により種別区分され、番号幕若しくはフロントガラス等に表示される。
路線種別：
- 区間車：正線の一部分のみを運行し、原則的に利用の多い区間に設定され番号は緑色文字で表示される。二段票(2区間運賃)以上の路線における区間車の分段点或いは分段緩衝区は正線と同一である。
  - 例：260（正線）は「陽明山－東園」；260（区間車）は「陽明山－台北駅」。
- 副線（緑線／青線）：通常は正線とある程度以上の差異があり、番号は多くのケースにおいて緑色又は青色文字で表示される（このため「緑線」、「青線」、或いは直接主要運行道路の名称を付加して呼称される）。この種の路線は本来の正線を離れ、独立した番号に改番されることがある。
  - 例1：245（裕民路副線）及び245（正線）は過去においていずれも「徳霖学院—台北」（現在正線は台北市政府まで路線延長)であったが、副線は裕民路を経由し正線とは異なる；その他土城市明徳路東段を迂回運行する245（青山線）が存在。現在245（裕民路副線）は656に、245（青山線）は657にそれぞれ改番されている。
  - 例2：605には副線（重陽路経由）及び新台五線（新台五路経由）が同時に存在。
  - 例3：643（錦繍—復興北村）は642（副線）の改番により誕生したもので、路線は改番前より642（正線、青潭—復興北村）とは差異がある。 なお、642（正線）は松江新生幹線に改番されている。
    - 副線が正線から離脱し、改番されたその他の例：650／647、656及び657／245、909／906等。
- 直達車：直行車とも称し、正線に比べてバイパス等所要時間の短い道路を経由したり、冗長経路が少ない路線。
  - 例1：214直達車（中和—国医中心）永和地区において概ね永和路を直行する；正線は竹林路・中正路等道路を迂回する。
  - 例2：212直行車「212直行忠孝東路」線は完全に忠孝東・西路を直行し、正線は南港路・向陽路・永吉路等を迂回する。
  - 例3：2017年7月以降の21は、2017年7月の幹線バス再編に関係して、21（直達車）が正線に変更されたものである。同時に、それ以前の正線は287（区間車）に編入された。
- 左線・右線：運行する道路や方向により異なる路線として区分される。路線判別上の困難を容易に引き起こすため、現在残るのは緑2及び猫空遊園バス左・右線のみである。
  - 例：672は過去において「254左線」；254は「254右線」と称した。
- 快速バス：バイパス道路や高速道路を走行する路線。900番台路線（902、902区、903は除く）および副線形式（起終点が正線とほぼ差がない）の快速バスを含む。
  - 例：605快速バス（汐止 - 台北駅）環東大道・国道一号（中山高速道路）を走行し、副線型式の快速バス。
- 夜間バス[5]：通常運行が終了した後に発車時刻固定で運行されるバスで、通常便数は少なく1区間あたりの運賃は通常時間に比べ高くなっており、目下通常の運行時間を延長した形の路線のみとなっている。
  - 目下夜間バスサービスが提供されている路線：39、212直行忠孝東路、220、236、265、内湖幹線。

路線番号色の特例：
- 232：路線調整を経て正線が232，副線が232となっている。
- 紅15：2004年～2007年において正副両線に分割された後、正線は元来の路線との重複が少なかったため紅15と表示；副線は元来の路線との重複が多かったため紅15と表示。
- 311：早期において311（正線）、311（緑線）、311（藍線）の3路線に分かれていたが、後に311の初期路線（汐止—中和；汐止大同路経由）が短縮の上668に改番され（汐止—公館）た。路線番号の振りなおし計画により311は汐止新台五路経由に改められ、その後路線短縮の上675に改番された（汐止—公館）。311（汐止—松江路；東湖経由）は既に711へと改番されている。このため現在も残るのは311（中和—松山；永福橋経由）のみであるが、正線ではない。
- 216：正線が運行停止となったため、区間車が216となっている（フロントLED式路線番号表示機）及び216（アクリル路線番号板）；副線は216副（フロントLED式路線番号表示機）及び216（アクリル路線番号板）。
- 262全区間車：大有バスによって運営される262系統の一部に使用される車両は元来262区系統にて使用されていたものであったが、大有バスの262区は2009年2月末に運行停止となり、車両を改造せずそのまま使用したため現在全区間車は2種類の色で表示されている；[徳霖学院262民生社区]及び[徳霖学院262民生社区]。

### 備考
- 一般路線を除き、過去において「文化公車（中国語版）」、「中型冷房バス」…等短期間のみ存在した特殊なタイプの路線がある。中型冷房バスは1976年7月1日運行開始、当初の路線番号は「中」始まりであり（中1、中2…等）、1979年9月6日以降になりようやく500番台及び600番台の一般路線に転換された。
- 早期は「死」と同音である数字「4」を忌み嫌い、また西洋の伝統において不吉な数字とされる「13」を避けたため、4という路線番号は存在せず、

また400番台の3桁番号路線も現在に至るまでない。その他一般路線・小型バス路線において依然として13という番号は存在しない（但し捷運捷運連絡バスの一部に紅13、緑13が存在する）。
- かつての政治的理由により、本来縁起の良い数字である「8（発と同音）」（歴史上の中国共産党「八路軍」との接触を避けるため）が同様に単独で路線番号として使われず、3桁路線番号の先頭としても使用されなかった；2桁の路線番号は1980年代にかつての台北市バス課80系統（陽明山─馬槽、廃止）のみが存在した。その後新北市管轄バスの運営開始にあたり、ようやく8・88及び800番台の3桁路線番号が登場し、捷運連絡バスの一部にも緑8が存在する。「228」（二二八事件を隠喩する）は未だ路線番号としては採用されていない。

### 一覧
- 台北聯営バス路線一覧
- :zh:台北聯営バス廃止路線一覧表

### 聯営バス業者
- 大都会客運
- 首都客運
- 三重客運
- 中興巴士、光華巴士、指南客運、欣和客運、淡水客運
- 台北客運
- 欣欣客運
- 大南汽車
- 大有巴士
- 東南客運
- 福和客運
- 新店客運

### 新北市各市町村無料コミュニティバス
- 淡水町無料コミュニティバス
- 三芝村コミュニティバス
- 石門村コミュニティバス
- 金山村無料コミュニティバス
- 万里村コミュニティバス
- 汐止コミュニティバス
- 石碇村コミュニティバス
- 烏來村コミュニティバス
- 中和市捷運連絡バス
- 永和市民無料連絡バス
- 五股村連絡バス
- 蘆洲市コミュニティバス
- 林口村無料コミュニティバス
- 八里村無料コミュニティバス

### その他
- 台北市大衆運輸及バス路線査詢系統（台北市政府）
- 乗車情報サービスシステム（新北市政府）
- 台北市リアルタイム交通情報網
- 悠遊カード株式会社（以前は台北スマートカード票証株式会社と称した）
- 悠遊網-基隆、台北バス情報
- 暢行台北-バス情報ステーション
- 台北バス動態情報E-BUS
- 我愛巴士5284(台北市政府)
- 台湾公車通アプリ（大台北、桃園、台中。台南、高雄の市区公車の路線検索、リアルタイム位置・時刻案内）
  - 台北市市区公車 - Google Play（繁体字中国語）
  - APPstoreのAPP（繁体字中国語）